# Vladimir Smirnov
Vladimir Ivanovich Smirnov (em russo:  Владимир Иванович Смирнов; São Petersburgo, 10 de junho de 1887 — Leningrado, 11 de fevereiro de 1974) foi um matemático russo com significativas contribuições em matemática pura e aplicada, bem como em história da matemática.
V.I. Smirnov trabalhou em diversas áreas da matemática, tais como análise complexa e conjugados harmônicos em espaços euclidianos. No campo aplicado seus trabalhos incluem propagação de ondas em meios elásticos com contorno plano (juntamente com seu discípulo Sergei Sobolev) e oscilação de esferas elásticas
Smirnov é especialmente conhecido por sua coleção em cinco volumes A Course in Higher Mathematics, escrito juntamente com Jacob Tamarkin.
Vladmir Smirnov morreu em 11 de fevereiro de 1974, na cidade de Leningrado, atual São Petersburgo, na Rússia Soviética, aos 86 anos. Foi sepultado no Cemitério de Komarovo em São Petersburgo.

## Obras
- Lehrgang der höheren Mathematik. 5 partes em 7 volumes parciais. (Hochschulbücher für Mathematik. Vol. 1–7). Deutscher Verlag der Wissenschaften, Berlim 1953 a 1962 e edições posteriores, Harri Deutsch 1994 (em sete volumes)
  - Band I: Funktionale Abhängigkeit und Theorie der Grenzwerte, Ableitung und Integral, Reihen, Funktionen mehrerer Veränderlicher, komplexe Zahlen
  - Band II: Gewöhnliche Differentialgleichungen. Mehrfache Integrale, Kurvenintegrale, Uneigentliche Integrale. Vektoranalysis. Differentialgeometrie. Fourier-Reihen.  Partielle Differentialgleichungen.
  - Band III/1: Determinanten. Gleichungssysteme. Lineare Transformationen, Quadratische Formen. Gruppentheorie. Darstellungen.
  - Band III/2: Funktionentheorie. Konforme Abbildung. Funktionen mehrerer Veränderlicher. Lineare Differentialgleichungen. Spezielle Funktionen.
  - Band IV/1 und Band IV/2: Integralgleichungen. Variationsrechnung. Partielle Differentialgleichungen. Randwertprobleme.
  - Band V: Stieltjesches Integral. Lebesguesches Integral. Verallgemeinerung des Integralbegriffs. Hilbertscher Raum.